# Canappeville
Canappeville – miejscowość i gmina we Francji, w regionie Normandia, w departamencie Eure.
Według danych na rok 1990 gminę zamieszkiwało 555 osób, a gęstość zaludnienia wynosiła 54 osoby/km² (wśród 1421 gmin Górnej Normandii Canappeville plasuje się na 417. miejscu pod względem liczby ludności, natomiast pod względem powierzchni na miejscu 332.).